# Пензенский музей народного творчества
Пензенский музей народного творчества — государственный музей в Пензе, занимающийся сохранением, изучением и пропагандой традиционных пензенских художественных промыслов, ремёсел и работ народных умельцев.

## История
Был основан 7 января 1975 года как выставочный зал областного отделения Всероссийского общества охраны памятников истории и культуры. Расположен в здании усадьбы пензенского лесопромышленника С. Л. Тюрина. Здание является памятником деревянной архитектуры первой половины XIX века. К музею примыкает сохранившаяся часть исторического дендропарка бывшего владельца усадьбы. В январе 1992 года музей получил статус государственного. С апреля 2017 года является отделом Пензенского краеведческого музея.

### История здания
Двухэтажный деревянный дом с мезонином до 1866 года принадлежал надворной советнице Варваре Никаноровне Загоскиной. После нескольких смен владельцев дом приобрёл барон Отто Карлович фон Эйнем, брат известного московского кондитера Фердинанда Теодора фон Эйнема. В 1901 году, через несколько лет после смерти барона, владельцем усадьбы стал пензенский лесопромышленник Степан Лаврентьевич Тюрин, в 1911 году — его вдова Любовь Андреевна Тюрина. С 1917 года, после революции, в здании располагался Дом малютки. С 1941 по 1945 год — военный госпиталь, после Великой Отечественной войны здесь жили семьи военнослужащих.
В 1970-х годах дом был отреставрирован братьями Сорокиными — резчиками по дереву из села Русский Камешкир Пензенской области. Благодаря их работе было восстановлено убранство фасада ажурной кружевной резьбой, после чего в здании был открыт выставочный зал.

## Коллекции
Среди экспозиций музея более 600 гончарных работ народного мастера Т. Н. Зоткина, собрание работ Р. Ф. Кочурина (скульптура на основе художественной обработки корней и стволов деревьев методом резьбы), плетение из соломки Е. К. Медянцевой, «ковровая аппликация» А. И. Андреевой и др.
По мотивам гончарного творчества Т. Н. Зоткина сотрудником музея Д. Н. Мотовиловым, мастером глиняной игрушки и резьбы по дереву, опубликован цикл литературно-художественных преданий в жанре русских народных сказов «Волшебная глина».
Экспозиционная площадь музея составляет 412 квадратных метров, общее количество экспонатов по состоянию на 1 января 2000 года — 3896 экземпляров.

## Памятник Л. А. Загоскину на территории музея

Памятник Л. А. Загоскину на территории музея (2018, скульптор И. В. Порватов)

21 сентября 2018 года у здания музея был торжественно открыт памятник русскому путешественнику, исследователю Русской Америки, уроженцу Пензенской губернии Лаврентию Алексеевичу Загоскину (1808—1890). Памятник открыли заместитель председателя правительства Пензенской области Олег Ягов, министр культуры и туризма Пензенской области Татьяна Курдова и председатель Пензенского областного отделения Русского географического общества Игорь Пантюшов.
Памятник представляет собой 100-килограммовый бронзовый бюст путешественника, установленный на гранитном постаменте. Скульптор — И. В. Порватов, архитектор — А. Ю. Белов.
Памятник был установлен у здания Музея народного творчества, так как до 1866 года этот дом принадлежал родной тёте Лаврентия Загоскина — Варваре Никаноровне Загоскиной и сам он часто гостил в нём. Дом отца Загоскина, находившийся рядом, не сохранился. Создание памятника осуществлялось в рамках проекта «Возвращение к родным берегам», разработанного Пензенским областным отделением Русского географического общества и профинансированного Фондом президентских грантов в рамках государственной поддержки НКО.

## Фотографии

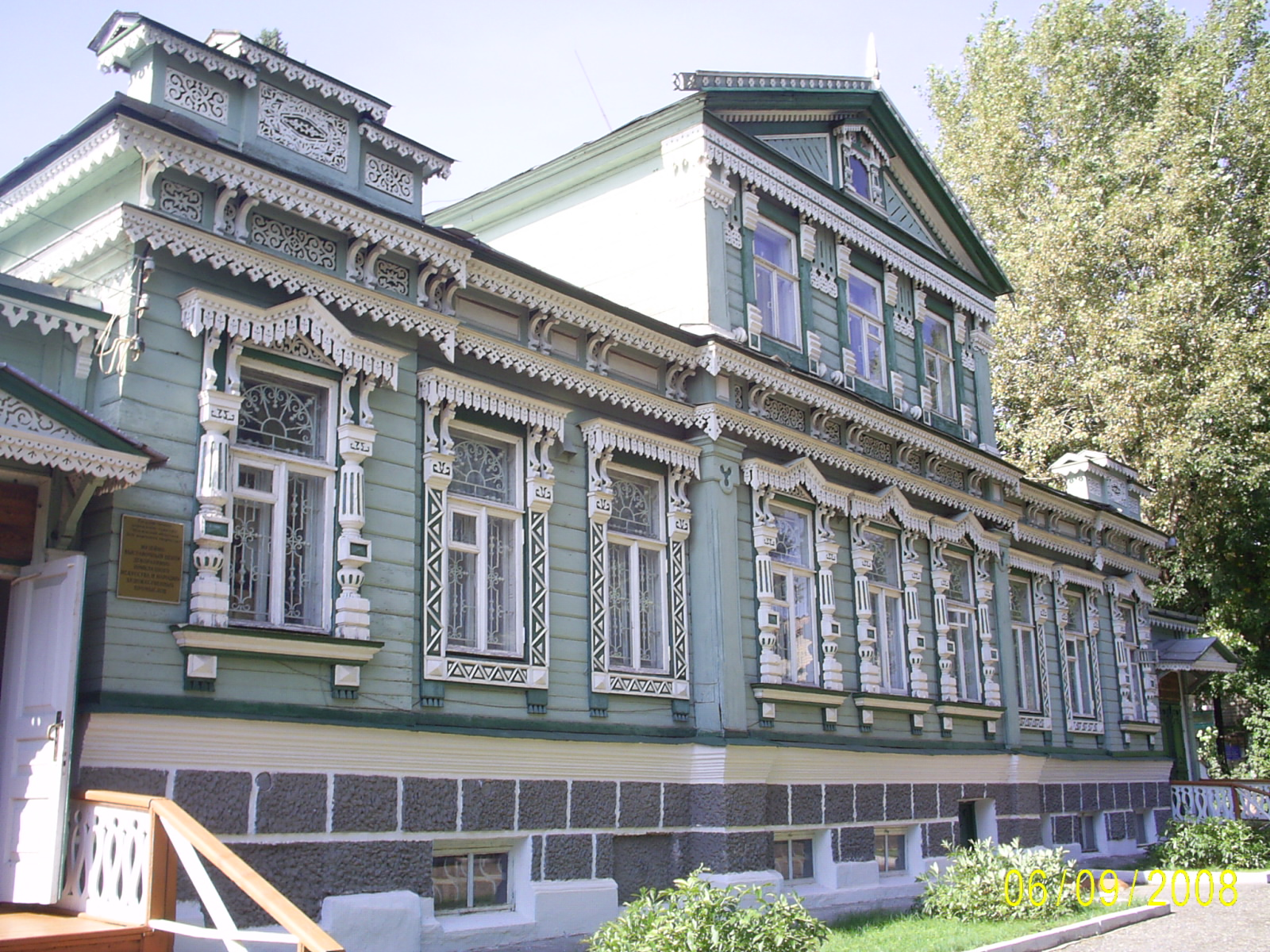
Здание музея сзади
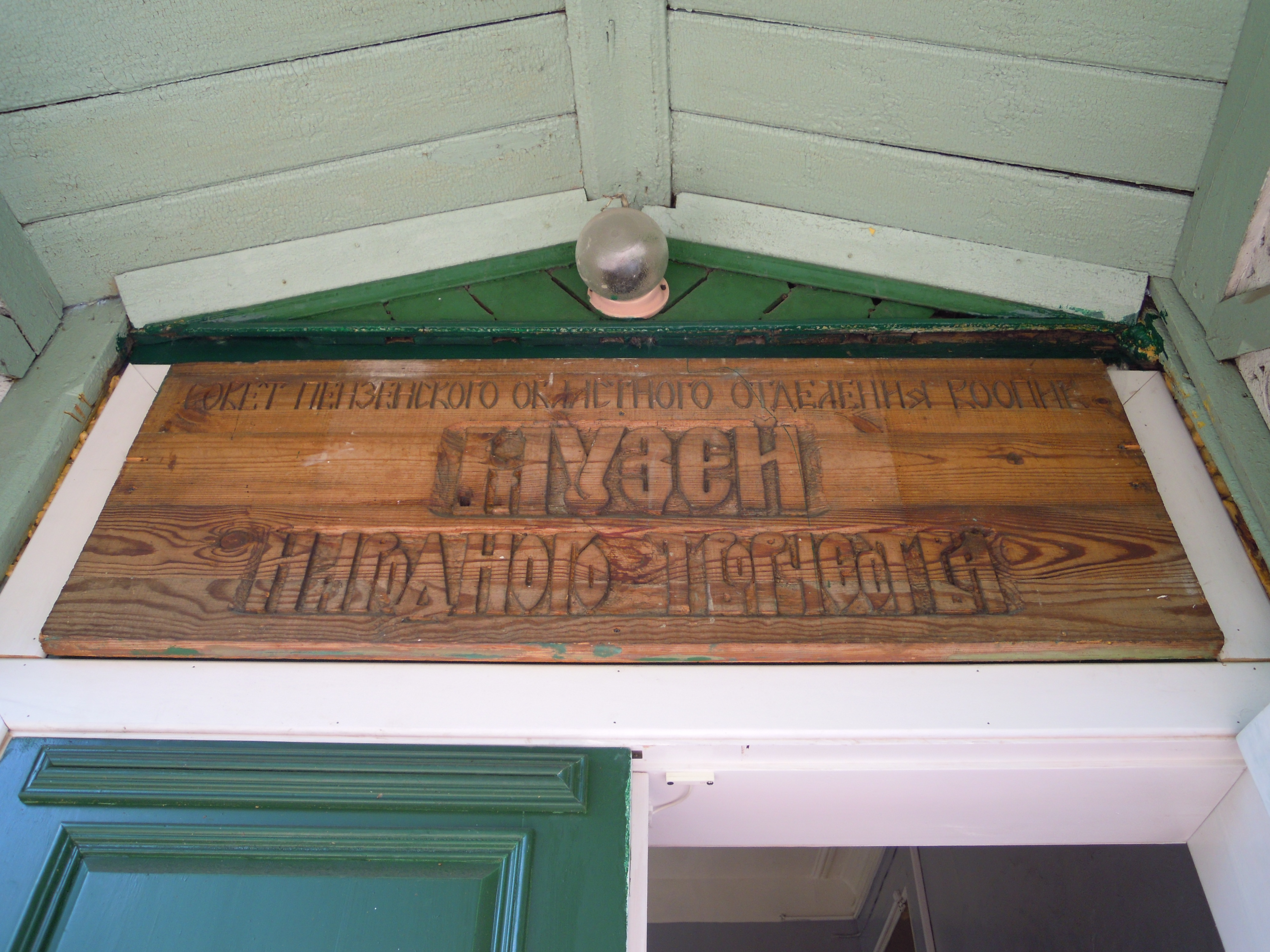
Надпись над входом в музей
Карта сурских промыслов из музея

### Видео
- Пенза. Музей народного творчества. 08.12.2012